# Ygnacio Coronel
Ygnacio Coronel (1795–1862) fue un colono del Pueblo de Los Ángeles de la Alta California mexicana. Fue miembro del Consejo Común de Los Ángeles.

## Biografía
José Ygnacio Franco Coronel nació en la Ciudad de México, durante el período colonial del Virreinato de Nueva España. Se incorporó al ejército español y en 1814 ascendió al rango de cabo de caballería. Se casó con María Josefa Francisca Romero (1802 –1871), natural de Toluca.
En 1834, como parte de la Colonia Híjar-Padrés, Ygnacio trajo a su familia (dos hijos, Antonio F. Coronel y Manuel F. Coronel, cuatro hijas y su sobrino Agustín Olvera) a Alta California, donde inició una nueva vida como civil. Ignacio Coronel era maestro de escuela. Su hijo Antonio se casó con Mariana W. de Coronel.
En 1836, Coronel fue nombrado comisionado de la secularizada Misión San Miguel Arcángel. En 1837 enseñó en el Pueblo de Los Ángeles, y luego fue secretario del Ayuntamiento. En 1843 se le concedió el Rancho La Cañada.
Ygnacio Coronel murió en 1862, después de que California se convirtiera en estado estadounidense en 1850.